# Kirgisische Dynamische-Pyramide-Meisterschaft
Die kirgisische Dynamische-Pyramide-Meisterschaft ist ein unregelmäßig ausgetragenes Billardturnier in Kirgisistan in der Disziplin Dynamische Pyramide.
Die beiden bekannten Ausgaben gewannen Ysatbek Ratbekow und Dastan Lepschakow.

## Die Turniere im Überblick
| Jahr | Kirgisischer Meister | Ergebnis | Finalist         | Halbfinalisten 1          |
| ---- | -------------------- | -------- | ---------------- | ------------------------- |
| 2014 | Dastan Lepschakow    | 6:1      | Ysatbek Ratbekow | Kanat Sydykow             |
| 2014 | Dastan Lepschakow    | 6:1      | Ysatbek Ratbekow | Kairat Absatarow          |
| 2016 | Ysatbek Ratbekow     | 6:2      | Arsen Kalenbajew | Muchammed Karimberdi uulu |
| 2016 | Ysatbek Ratbekow     | 6:2      | Arsen Kalenbajew | Mirlan Abdykarow          |

## Rangliste
| Platz | Spieler           | Gold | Silber | Bronze |
| ----- | ----------------- | ---- | ------ | ------ |
| 1     | Ysatbek Ratbekow  | 1    | 1      | 0      |
| 2     | Dastan Lepschakow | 1    | 0      | 0      |